# Torvalla by
Torvalla by var en av SCB avgränsad och namnsatt tidigare småort i Brunflo distrikt (Brunflo socken) i Östersunds kommun i Jämtlands län. Småorten omfattade bebyggelse inom stadsdelen Torvalla i Östersund, men räknades som en separat småort eftersom det fanns ett litet mellanrum till den omgivande bebyggelsen. Området utgör numera en del av tätorten Östersund.